# Rossett
Rossett (en anglais) ou Yr Orsedd (en gallois) est un village et une communauté du borough de comté de Wrexham, au pays de Galles.

## Géographie
Rossett est situé dans le nord du borough de comté de Wrexham, près de la frontière anglaise, à 9 km au nord-est du centre-ville de Wrexham. Il se trouve sur la rive gauche de l'Alyn (en), un affluent de la Dee.
La communauté de Rossett comprend aussi les villages et hameaux de Burton (en), Burton Green, Trevalyn et Lavister (cy).

## Démographie
Au recensement de 2011, la communauté de Rossett comptait 3 231 habitants.